# Permeabilidad

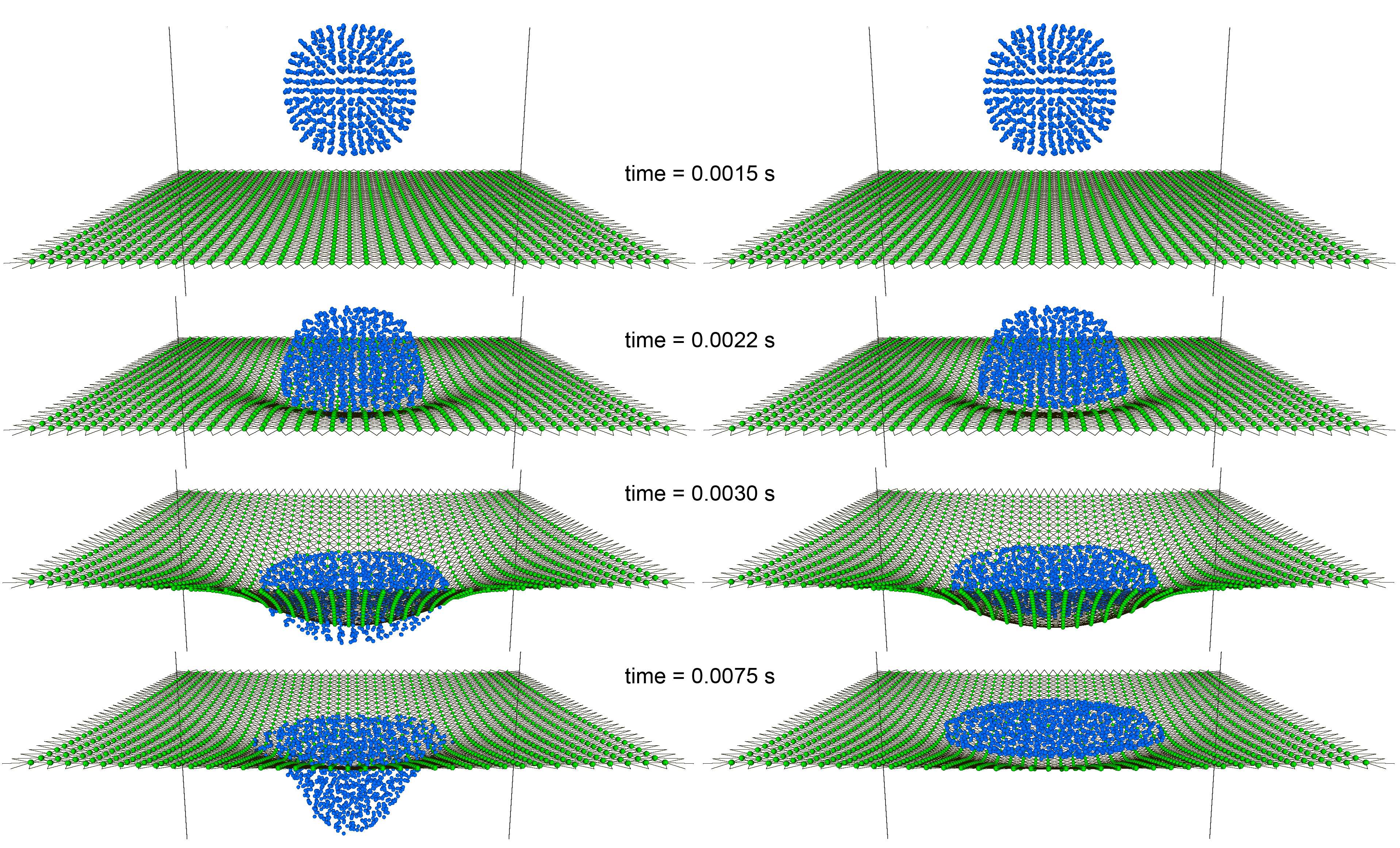
Simulación del comportamiento de una membrana permeable (a la izquierda) y una impermeable (a la derecha) cuando cae sobre ella una gota de un líquido.

La permeabilidad es la capacidad que tiene un material de permitirle a un fluido que lo atraviese sin alterar su composición. Se afirma que un material  es permeable si deja pasar a través de él una cantidad apreciable de fluido en un tiempo dado, e impermeable o no permeable si la cantidad de fluido es despreciable.
La velocidad con la que el fluido atraviesa el material depende de tres factores básicos:
- la porosidad del material y su estructura;
- la viscosidad del fluido considerado, afectada por su temperatura;
- la presión a que está sometido el fluido.

Para ser permeable, un material debe ser poroso, es decir, debe contener espacios vacíos o poros que permitan un paso fácil del fluido a través del material. A su vez, tales espacios deben estar interconectados para que el fluido disponga de caminos para pasar a través del material.
Por otro lado, hay que hablar de una "permeabilidad intrínseca" (también llamada "coeficiente de permeabilidad"); como constante ligada a las características propias o internas del terreno. Y de una "permeabilidad real" o de Darcy, como función de la permeabilidad intrínseca más las de las características del fluido.

## Unidades
La "permeabilidad intrínseca" en el SMD se mide en cm² o m². La unidad derivada de la Ley de Darcy es el darcy, y habitualmente se utiliza el milidarcy:
Conversión: {\displaystyle 1\,\mathrm {Darcy} \,=\,9{,}86923\,\cdot \,10^{-13}\,\mathrm {m} ^{2}}
La permeabilidad de Darcy se mide, en cambio, en unidades de velocidad: cm/segundo o m/segundo.

## Determinación de la permeabilidad real o de Darcy
La permeabilidad intrínseca de cualquier material poroso, se determina mediante la fórmula de Darcy:
| Símbolo                     | Nombre                                                             | Unidad |
| --------------------------- | ------------------------------------------------------------------ | ------ |
| {\displaystyle \kappa _{I}} | Permeabilidad intrínseca                                           | m2     |
| {\displaystyle d}           | Diámetro promedio de los poros del material                        | m      |
| {\displaystyle C}           | Constante adimensional relacionada con la configuración del fluido |        |

La permeabilidad real, en cambio, se puede determinar directamente mediante la Ley de Darcy o estimarla utilizando tablas empíricas derivadas de ella.
La permeabilidad real es una parte de la constante proporcional en la Ley de Darcy, que se relaciona con las diferencias de la velocidad del fluido y sus propiedades físicas (por ejemplo, su viscosidad) en un rango de presión aplicado al promedio de porosidad. La constante proporcional específica para el agua atravesando una porosidad media es la conductividad hidráulica. La permeabilidad intrínseca es una función de la porosidad, no del fluido.

## Permeabilidad del suelo
En geología la determinación de la permeabilidad del suelo tiene una importante incidencia en los estudios hidráulicos portante del sustrato (por ejemplo previo a la construcción de edificios u obras civiles), para estudios de erosión y para mineralogía, entre otras aplicaciones.
La permeabilidad del suelo suele aumentar por la existencia de fallas, grietas, juntas u otros defectos estructurales. Algunos ejemplos de roca permeable son la caliza y la arenisca, mientras que la arcilla, margas (rocas sedimentarias de aspecto similar a la caliza, compuestas por arcillas y carbonato de calcio a partes iguales), pizarra o el basalto son prácticamente impermeables.

### Tabla de permeabilidad intrínseca de algunos tipos de suelos
| Permeabilidad relativa                    | Permeabilidad                 | Permeabilidad                 | Permeabilidad          | Permeabilidad          | Semi-Permeable         | Semi-Permeable                 | Semi-Permeable                 | Semi-Permeable                 | Muy poco permeable             | Muy poco permeable          | Muy poco permeable          | Muy poco permeable | Muy poco permeable |
| Arena o grava no consolidada              | Grava continua (o redondeada) | Grava continua (o redondeada) | Arena continua o mixta | Arena continua o mixta | Arena continua o mixta | Arena fina, cieno, Loess, Loam | Arena fina, cieno, Loess, Loam | Arena fina, cieno, Loess, Loam | Arena fina, cieno, Loess, Loam |                             |                             |                    |                    |
| Arcilla no consolidada y materia orgánica |                               |                               |                        |                        | Turba                  | Turba                          | Estrato arcilloso              | Estrato arcilloso              | Estrato arcilloso              | Arcilla expansiva           | Arcilla expansiva           | Arcilla expansiva  | Arcilla expansiva  |
| Roca consolidada                          | Rocas muy fracturadas         | Rocas muy fracturadas         | Rocas muy fracturadas  | Rocas muy fracturadas  | Roca petrolífera       | Roca petrolífera               | Roca petrolífera               | Piedra arenisca                | Piedra arenisca                | Roca sedimentaria, dolomita | Roca sedimentaria, dolomita | Granito            | Granito            |
| κ (cm²)                                   | 0.001                         | 0.0001                        | 10−5                   | 10−6                   | 10−7                   | 10−8                           | 10−9                           | 10−10                          | 10−11                          | 10−12                       | 10−13                       | 10−14              | 10−15              |
| κ (miliDarcys)                            | 10+8                          | 10+7                          | 10+6                   | 10+5                   | 10,000                 | 1,000                          | 100                            | 10                             | 1                              | 0.1                         | 0.01                        | 0.001              | 0.0001             |

### Incidencia de los factores químicos
También los factores químicos tienen una influencia directa en la permeabilidad. La estructura del suelo se ve influenciada por la naturaleza y la cantidad de iones presentes, es decir, de los elementos que participan directa o indirectamente en todas las actividades hidrodinámicas, químicas y biológicas del suelo.
En el cuadro siguiente se presenta la cantidad en cm³ de agua filtrada en una hora en un mismo terreno arcilloso saturado con diferentes cationes, sin modificar el gradiente hidráulico o diferencia de presión:
| Catión | H  | Ba | Ca | K  | Na | Li |
| cm³    | 51 | 44 | 37 | 18 | 14 | 13 |

### Permeabilidad y drenaje
De la mencionada ley de Darcy se deriva también una fórmula que relaciona el volumen de agua que atraviesa una muestra con su permeabilidad teniendo en cuenta el diferencial de presión:
| Símbolo           | Nombre                                                               | Unidad  |
| ----------------- | -------------------------------------------------------------------- | ------- |
| {\displaystyle Q} | Cantidad de agua drenada a través de la muestra por unidad de tiempo | cm3 / h |
| {\displaystyle K} | Conductividad hidráulica o coeficiente de permeabilidad              | cm / h  |
| {\displaystyle I} | Gradiente piezométrico disponible                                    | m / m   |
| {\displaystyle A} | Sección transversal por donde se filtra el agua en la muestra        | cm2     |

Cuando se mide la filtración tanto en el campo como en laboratorio, al inicio de la prueba los valores son mayores y progresivamente se estabilizan en los valores finales que son los que interesan para caracterizar un suelo desde este punto de vista. La velocidad final de infiltración se denomina Vf.
Para la medición de la velocidad final de infiltración, en el campo, sobre el suelo inalterado, se utiliza el infiltrómetro de doble cilindro.
Los valores finales de infiltración (Vf) para los diversos suelos se presentan en la tabla siguiente.
| Textura               | Vf (cm/h)   |
| SC, SiC, C            | 0,25 – 0,75 |
| SCL, CL, SiCL         | 0,65 – 1,90 |
| SL (finísimo), L, SiL | 1,25 – 3,80 |
| SL                    | 2,50 – 7,50 |
| LS                    | 5,00 – 10,0 |
| S                     | > 7,5       |

### Recomendaciones
Según recomendación del "Soil Conservation Service"" de los Estados Unidos la permeabilidad se clasifica de la siguiente forma:
|          | Muy lenta | Lenta     | Moderadamente lenta | Moderada  | Moderadamente elevada | Elevada     | Muy elevada |
| K (cm/h) | < 0,1     | 0,1 – 0,5 | 0,5 – 2,0           | 2,0 – 6,5 | 6,5 – 12,5            | 12,5 – 25,0 | > 25,0      |

Para efecto del riego, se recomiendan generalmente los siguientes límites:
- Suelos con valores de K < 10–6  m/s o Vf < 0,5 cm/h, es decir, que son casi impermeables, no pueden regarse sin mejorar previamente la estructura.
- Suelos con valores 10 –6 < K < 5 x10 –6 m/s o 0,5 < Vf < 1,5 cm/h, son muy poco permeables y deben regarse con mucha precaución.
- Suelos con valores 5x10 –6 < K < 5 x10 –5 m/s o 1,5 < Vf < 7,5 cm/h, son moderadamente permeables hasta permeables, y se adaptan al riego superficial por escurrimiento, por bordes o surcos.
- Suelos con valores de K > 5 x10 –5 m/s o Vf > 7,5 cm/h, son muy permeables y se prestan a ser regados por aspersión.